# Huelga estudiantil de la Universidad Nacional de México (1929)
La Huelga estudiantil de 1929 fue un movimiento de estudiantes universitarios originado como protesta por los cambios en los exámenes escolares en la Universidad Nacional de México, actual Universidad Nacional Autónoma de México. Fue iniciada por estudiantes de la Escuela de Derecho y Ciencias Sociales (antigua Escuela de Jurisprudencia) y derivó en el otorgamiento de una limitada autonomía universitaria.

## Antecedentes
Durante el rectorado de José Vasconcelos (1920-1921), los estudiantes comenzaron a interesarse y a participar activamente en las actividades políticas del país y en la organización de la universidad, como las campañas de alfabetización, la extensión universitaria y la Federación Estudiantil Mexicana. Estas y otras asociaciones y actividades permitieron a los estudiantes obtener práctica y experiencia para la organización de la posterior huelga, así como una conciencia sobre la comunidad estudiantil que representaban. Algunos participantes de la Huelga también fueron militantes del vasconcelismo, como Alejandro Gómez Arias y Salvador Azuela.
Hacía finales de la década de 1920, se produjeron varias revueltas estudiantiles en América Latina. Además, en México había tenido lugar la rebelión escobarista, se había dado solución al movimiento cristero y José Vasconcelos se había postulado como candidato para la presidencia del país.

## Nuevo sistema de exámenes
La universidad había sufrido diversas crisis económicas, lo que se vio reflejado en la reducción de presupuesto, de personal y en el aumento de las cuotas a los estudiantes. En el rectorado de Alfonso Pruneda comenzaron a realizarse diversos cambios administrativos y académicos en la universidad, que tendían a centralizar la toma de decisiones en el rector. Algunos de los cambios, impulsados por la nueva política educativa de Plutarco Elías Calles, era establecer un nuevo sistema de evaluación en la Escuela de Derecho y Ciencias Sociales y reformar el plan de estudio de la Escuela Nacional Preparatoria.
Las autoridades de la Facultad de Derecho habían denunciado el desorden en que se realizaban las actividades escolares, tales como continuas faltas e indisciplina por parte de los estudiantes. Por ello, desde 1925 se había implantado una nueva forma de evaluar, la cual sustituía el examen oral final por exámenes escritos a lo largo del ciclo escolar -también llamado sistema de reconocimientos-. Sin embargo, esta nueva forma no prosperó en ese año.
Fue hasta el 20 de febrero de 1929, cuando el director de la Facultad de Derecho, Narciso Bassols, anunció que se aplicarían tres exámenes anuales en lugar del examen oral. Esto obligaría a los estudiantes a asistir regularmente a clases, por lo que ellos protestaron, ya que muchos trabajaban y no podrían cumplir con todas las asistencias.
Los estudiantes intentaron discutir la cuestión con el rector Antonio Castro Leal y el secretario de la universidad, Daniel Cossío Villegas, quienes respondían con evasivas. Por ello, el 5 de mayo los estudiantes tomaron la Facultad de Derecho, impidiendo la entrada. El 7 de mayo, el rector clausuró la facultad, respaldado por el presidente Emilio Portes Gil. Dos días después, el 9 de mayo, los estudiantes votaron a favor de la huelga en una reunión en la Escuela Nacional Preparatoria. También se creó un Comité de Huelga, cuyo presidente fue Alejandro Gómez Arias y su secretario Ricardo García Villalobos. El Comité invitaba a otras escuelas a unirse a la huelga y presionaba al rector para que el Consejo Universitario discutiera sus demandas.

## Enfrentamientos
El 16 de mayo el Consejo Universitario aprobó una serie de reformas, pero los estudiantes no estuvieron de acuerdo con ellas. No fue sino hasta el 23 de mayo que se desataron enfrentamientos violentos entre la policía y los estudiantes, en los edificios de la universidad, la Secretaría de Educación Pública, la Escuela de Medicina y la Facultad de Derecho (esto es, en el área que se conocía como barrio universitario). Las confrontaciones cesaron cuando el Jefe del Departamento del Distrito Federal, Manuel Puig Casauranc ordenó terminar con los ataques e intercedió con el presidente. Ese mismo día, los estudiantes de la Facultad de Medicina y de la Escuela Nacional Preparatoria de declararon a favor de la huelga. Otras escuelas del Distrito Federal y del país mostraron apoyo a los estudiantes más por las confrontaciones que habían sufrido que por respaldar sus peticiones.
Después de que Gómez Arias enviara a Puig Casauranc una carta de peticiones (entre las que se encontraban destituir al jefe de la policía), este informó al presidente. Portes Gil ordenó la retirada de la policía y se ofreció a dialogar con los estudiantes, quienes aceptaron. Este hecho provocó la renuncia del director de la Facultad de Derecho, Narciso Bassols.

## Autonomía universitaria
Puig Casauranc aconsejó al presidente otorgar la autonomía universitaria para que los estudiantes resolvieran sus problemas escolares y disciplinarios por su cuenta, lo que además, le traería reconocimiento nacional e internacional.
El 27 de mayo, el secretario del Comité de Huelga, Ricardo García Villalobos, presentó algunas peticiones al presidente, las cuales fueron apoyadas en una manifestación un día después. El 29 de mayo, los representantes de los estudiantes y Emilio Portes Gil tuvieron una entrevista para discutir las peticiones, en las que el presidente les ofreció la autonomía universitaria, a pesar de que no estaba dentro de las peticiones. La propuesta también fue enviada para su discusión y aprobada de inmediato en la Cámara de Diputados. Los estudiantes aceptaron la propuesta pero no levantaron la huelga, puesto que discutieron el proyecto de ley. El director de la Escuela Nacional Preparatoria, Antonio Caso, renunció el 19 de junio.
La Ley Orgánica de la Universidad Nacional de México, también conocida como la Ley de Autonomía Universitaria, fue promulgada el 10 de julio de 1929. Esa ley otorgaba una autonomía limitada a la universidad, con intervención del presidente y de la Secretaría de Educación Pública. La huelga estudiantil concluyó dos días después.